# Ceroplastes helichrysi
Ceroplastes helichrysi är en insektsart som beskrevs av Hall 1931. Ceroplastes helichrysi ingår i släktet Ceroplastes och familjen skålsköldlöss.
Artens utbredningsområde är Zimbabwe. Inga underarter finns listade i Catalogue of Life.